# Boulengerella
Bicuda são os caracídeos do gênero Boulengerella.
Existem 5 espécies atualmente atribuídas a este gênero:
- Boulengerella cuvieri
- Boulengerella lateristriga
- Boulengerella lucius
- Boulengerella maculata
- Boulengerella xyrekes